# Luperus graceus
Luperus graceus es una especie de insecto coleóptero de la familia Chrysomelidae.
Fue descrita científicamente en 1886 por Julius Weise.